# キャサリン・アシュトン
アップホーランドのアシュトン女男爵、キャサリン・マーガレット・アシュトン（Catherine Margaret Ashton. Baroness Ashton of Upholland, 1956年3月20日 - ）は、イギリスの政治家。一代貴族で敬称はThe Right Honourable（オナラブル）。学位はBSc（社会学士）。労働党所属。同国貴族院院内総務・枢密院議長、欧州委員会通商担当委員、欧州連合外務・安全保障政策上級代表（いわゆるEU外相）を歴任した。
2017年1月から、女性として初めてウォーリック大学の総長を務めている。

## 経歴

### イギリス
アシュトンはロンドン大学を構成するベルフォード・カレッジで経済学を専攻し、1977年に社会学で BSc を取得した。1977年から1979年にかけては核兵器廃絶運動に参加し、本部財務責任者や副代表を務めた。1983年には社会福祉訓練委員会で勤めていた。
1983年から1989年にかけてアシュトンは労働環境における不平等問題に取り組み、身体障害者労働機会に関する雇用主のフォーラムを設立した。
1998年から2001年にかけてハートフォードシャー保健当局や、自らの子ども(1988年に結婚し、一男一女あり)が通う学校の理事会のそれぞれの長を務め、また全国片親世帯協議会の副会長に就任した。またアメリカの複数のテレビ番組のアドバイザーとなり、そのなかには「ボストン・リーガル」などがある。
1999年、アシュトンは一代貴族 Baroness Ashton of Upholland に叙された。2001年6月には、教育技能省政務次官に任じられた。2002年には同省の Sure Start 担当大臣に任命された。2004年9月には憲法事項省政務次官となり、公文書館や公共保護局に携わった。2006年には枢密院の職に就き、2007年には新設の司法省で政務次官に就任した。
2006年、アシュトンは Stonewall Awards の "Politician of the Year" を受賞した。
2007年6月28日、新首相ゴードン・ブラウンはアシュトンを貴族院院内総務兼枢密院議長として閣僚に任命した。

### 欧州連合

#### 欧州委員会

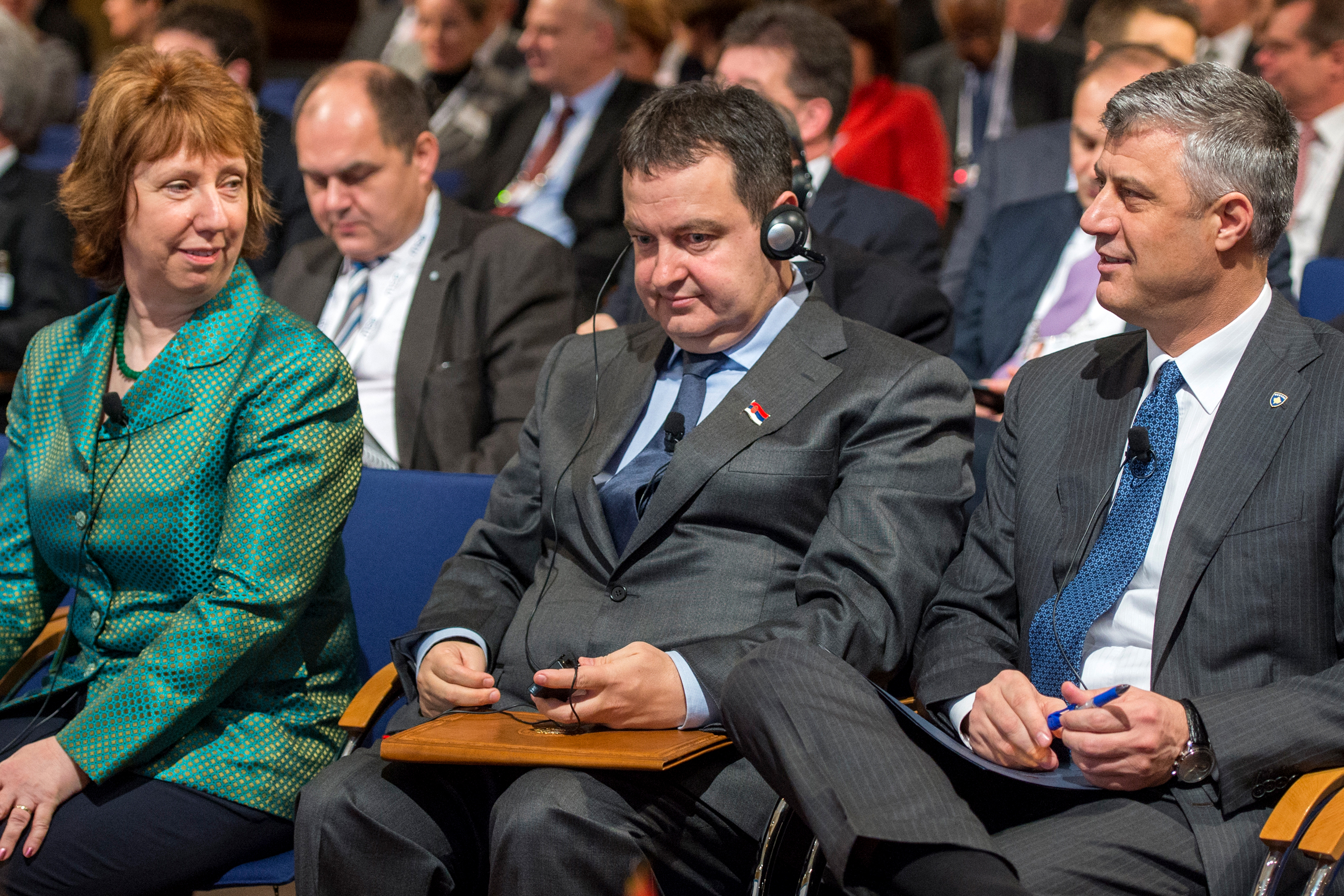
左からアシュトン、セルビアのイヴィツァ・ダチッチ首相、コソボのハシム・サチ首相（2014年2月2日）

2008年10月3日、アシュトンはピーター・マンデルソンの後任として、欧州委員会の委員に就任した。欧州共同体設立条約第213条（当時）以下によって、委員は任期中において報酬の有無を問わずに兼職することが禁止されている。アシュトンが正式に委員に就任するために、1984年のアーサー・コックフィールドと同様の手続きを経て、2008年10月14日に貴族としての称号を残しつつ貴族院議員の資格を停止することとなった。
アシュトンの通商担当委員任命の件は欧州議会において審議された。とくにイギリス選出の保守党議員ダニエル・ハンナンは、当時欧州連合がカナダ、韓国、世界貿易機関との間で重要な協議がなされていた状況で通商問題における経験がないアシュトンの任命は適切ではないといった批判を展開した。それでも欧州議会の通商委員会による公聴会を受けて、2008年10月22日の欧州議会本会議においてアシュトンの委員就任が賛成538、反対40、棄権63で承認された。

#### 外務・安全保障上級代表
2009年11月19日にブリュッセルで開かれた欧州連合加盟国首脳による非公式会合において、加盟各国の首脳はアシュトンを欧州連合の初代欧州連合外務・安全保障政策上級代表に指名することで合意した。人選にあたってはファンロンパイが右派であることとのバランス上、欧州社会党出身者であるという条件が共通の認識となっていた。ゴードン・ブラウン首相は当初、デイヴィッド・ミリバンド外相の起用を模索していたが、本人から固辞された。そこでEU側からも女性を要望する意向があったため、アシュトンに白羽の矢がたったとされているが、国際的には全く無名なばかりか英国内でも要職の経験が少なく、短期間の欧州委員を除けば外交経験が皆無だったアシュトンの起用は、関係国に失望を与えたとされている。

## 評価
上述のように、「EU外相」を担う人物としては、経験などにおいて疑問視する声が多かったが、着任後もドイツから「欧州対外行動局のポストを英国人で固めようとしている」と批判された他、2010年2月にはウクライナ大統領の就任式を優先し、NATO・EUの会合を欠席したため、フランス・オランダ・スペインの国防相が揃って非難し波紋を呼んだ。EU内での評判も芳しくなく、「外交官としての本能に欠け、外交政策が理解できない」「夜8時以降は連絡がつかない」「週末は家族とイギリスで過ごす」などといった陰口が叩かれ、EU本部の警備員も顔を知らず、誰何されたことがあるという。2012年にはEUの会合のうち2/3を欠席したとされ、EUにおける英国の存在感の低下を招いていると指摘された。